# Lucius Scribonius Libo (Konsul 16)
Lucius Scribonius Libo war ein römischer Senator zu Beginn der Kaiserzeit.
Lucius Scribonius Libo war vermutlich der Enkel (nach älteren Rekonstruktionen der Sohn) des gleichnamigen Konsuls von 34 v. Chr. Seine Großtante war Scribonia, zeitweilige Ehefrau des Kaisers Augustus. Über seine Mutter Pompeia Magna war er Urenkel des Triumvirn Gnaeus Pompeius Magnus.
Er war ordentlicher Konsul (zusammen mit Sisenna Statilius Taurus) in der ersten Hälfte des Jahres 16 n. Chr. In diesem Jahr wurde sein Bruder, der Prätor Marcus Scribonius Libo Drusus, wegen Verschwörung gegen den Kaiser Tiberius angeklagt und nahm sich das Leben. Lucius Libo war Septemvir epulonum und möglicherweise Besitzer von Steinbrüchen in Luna.